# Eadric Streona
Eadric (o Edric) Streona (mort el 1017) fou un noble o ealdorman dels anglosaxons de Mèrcia. Històricament és considerat el traïdor més gran de la història dels anglosaxons.

## Orígens
La família d'Eadric tenia terres en Shropshire i Herefordshire. Segons una crònica de Worcester, Eadric tenia no menys de sis germans, tots ells fills del mateix pare, Æthelric, un noble que sovint participava en les reunions de la cort reial des del 980.
El mateix Eadric apareix en les llistes de participants en les corts, junt amb el seu pare, a partir del 1002 i fou anomenat ealdorman de Mèrcia el 1007. Aquell any es va casar amb Eadgyth, filla del rei Etelred l'Indecís.

## Traïció
A Eadric Streona se li atribueix una reputació de conspirador, traïdor i assassí, malgrat haver format part de la cort de tres diferents reis (Etelred l'Indecís, Edmund II Ironside i Canut II de Dinamarca).
Primerament, durant els enfrontaments entre els anglesos i els danesos pel control d'Anglaterra, va fer servir tota la seva influència política per dissuadir el rei Etelred d'atacar l'invasor. Eadric era el contacte entre el rei i els danesos i l'encarregat del pagament dels tributs o danegeld. També va estar al capdavant de les fallides negociacions per rescatar Sant Alfegi, segrestat pels danesos i que seria finalment assassinat. Quan Thorkell l'alt va abandonar els seus per passar al servei d'Etelred, també ho va fer mitjan
 Eadric.
Més tard, ja amb Edmund II al tron dels anglosaxons, Eadric va desertar per unir-se a Canut II, rei dels danesos, tan bon punt aquest va iniciar la seva invasió d'Anglaterra, ja que les seves relacions amb el nou rei (fill de l'anterior) no eren gens bones. Edmund era molt bel·licós i volia lluitar contra els danesos, mentre Eadric era partidari del pagament dels tributs (probablement, perquè en treia profit a l'hora del pagament).
Eadric tornaria més tard al servei d'Edmund, però només per trair-lo durant la batalla d'Assandun, on Edmund fou totalment derrotat. Es diu que fins i tot Eadric va assassinar un soldat que tenia força semblança amb el rei anglosaxó i li va tallar el cap, tot i estar en teoria al mateix bàndol.

## Mort
Amb Canut II de Dinamarca al tron, Eadric fou confirmat com Earldoman de Mèrcia, però durant les festes de nadal del 1017, Canut el va fer executar (aparentment el botxí fou Eirik Håkonsson. Tot va començar en un joc d'escacs, quan Eadric es va negar a canviar les regles del joc per permetre guanyar el rei. Durant la següent picabaralla, Eadric li va recriminar a Canut que no li agraís haver assassinat Edmund II Ironside - un acte que Canut desconeixia - però en resposta, Canut va ordenar que l'executessin allí mateix. El seu cap fou exhibit al London Bridge i el seu cos fou llançat al riu Tàmesi.

## Llegat
L'any 2005 fou escollit com el pitjor Britànic del segle xi per la revista BBC History (magazine)